# 卡瑟科
卡瑟科（德語：Casekow）是德国勃兰登堡州的一个市镇，隶属于乌克马克县。总面积为94.26平方千米，截至2020年总人口为1885人。